# DYS (album)
DYS è il secondo album dell'omonimo gruppo hardcore punk statunitense DYS, pubblicato nel 1984 dall'etichetta discografica Modern Method Records.
Quest'album ha segnato la svolta della band verso il metal.
All'inizio degli anni novanta l'album è stato ristampato su LP e MC dalla Taang! Records ma col differente titolo Fire & Ice ed una diversa copertina. Nel 1993 sempre la Taang! Records ha inserito tutti i brani nella raccolta su CD intitolata Fire & Ice/Wolfpack.

## Tracce
1. Late Night – 2:26
2. Echoes – 4:40
3. The Loner – 4:12
4. Closer Still – 6:02
5. Which Side Am I – 5:12
6. No Pain, No Gain – 2:02
7. Held Back – 1:44
8. Graffiti – 5:32

## Formazione
- Dave Smalley - voce
- Andy Strahan - chitarra
- Jonathan Anastas - basso
- Ross Luongo - batteria